# Élections législatives danoises de 1994
Les élections législatives danoises de 1994 ont eu lieu le 21 septembre 1994.

## Contexte

### Système électoral
Les 179 députés du Folketing, chambre unique du parlement danois, sont élus via un système électoral mixte associant un scrutin proportionnel plurinominal dans le cadre de la circonscription à une répartition par compensation. 175 sièges sont répartis entre 3 régions : Copenhague, le Jutland et les îles. Ces 3 régions sont subdivisées en 3 circonscriptions urbaines et 7 circonscriptions rurales. Le nombre de sièges alloués à chacune de ces circonscriptions, proportionnel au nombre de ses habitants, est revu tous les cinq ans. 135 de ces sièges sont réservés au scrutin de circonscription, les 40 autres étant compensatoires et répartis entre les différentes formations politiques faisant leur entrée au parlement dans le but de leur assurer une représentativité aussi exacte que possible. Pour accéder à la répartition des sièges compensatoires, une formation doit avoir obtenu un minimum de sièges dans une circonscription donnée ou bien un nombre de suffrages supérieur ou égal au nombre de voix nécessaires à l'obtention d'un siège dans au moins 2 des 3 régions du royaume, ou encore au moins 2 % des suffrages exprimés au niveau national. Les électeurs disposent en outre d'un vote préférentiel, leur permettant d'exprimer leur préférence pour un candidat au sein de la liste pour laquelle ils votent : la répartition des sièges au sein des listes s'opère donc en fonction des votes préférentiels, les candidats élus étant ceux ayant rassemblé le plus de votes préférentiels sur leur nom. Enfin, 2 sièges sont réservés aux Îles Féroé et 2 autres au Groenland.
Pour présenter des listes aux élections législatives, tout parti doit être représenté au Folketing au moment de la tenue du scrutin. Si tel n'est pas le cas, il doit alors recueillir un nombre de signatures correspondant à 1/175e des votes déclarés valides lors des dernières élections législatives.

## Résultats

### Danemark
|                        |                                  |           |       |      |        |               |  |  |  |  |  |  |  |  |
| Parti                  | Parti                            | Voix      | %     | +/-  | Sièges | +/-           |  |  |  |  |  |  |  |  |
|                        | Social-démocratie (A)            | 1 150 048 | 34,56 | 2,82 | 62     | 7             |  |  |  |  |  |  |  |  |
|                        | Parti libéral (V)                | 775 176   | 23,30 | 7,51 | 42     | 13            |  |  |  |  |  |  |  |  |
|                        | Parti populaire conservateur (C) | 499 845   | 15,02 | 0,95 | 27     | 3             |  |  |  |  |  |  |  |  |
|                        | Parti populaire socialiste (F)   | 242 398   | 7,28  | 1,02 | 13     | 2             |  |  |  |  |  |  |  |  |
|                        | Parti du progrès (Z)             | 214 057   | 6,43  | 0,01 | 11     | 1             |  |  |  |  |  |  |  |  |
|                        | Parti social-libéral danois (B)  | 152 701   | 4,59  | 1,04 | 8      | 1             |  |  |  |  |  |  |  |  |
|                        | Liste de l'unité (Ø)             | 104 701   | 3,15  | 1,48 | 6      | 6             |  |  |  |  |  |  |  |  |
|                        | Démocrates du centre (D)         | 94 496    | 2,84  | 2,27 | 5      | 4             |  |  |  |  |  |  |  |  |
|                        | Parti populaire chrétien (Q)     | 61 507    | 1,85  | 0,44 | 0      | 4             |  |  |  |  |  |  |  |  |
|                        | Indépendants                     | 32 668    | 0,98  | 0,66 | 1      | 1             |  |  |  |  |  |  |  |  |
|                        |                                  |           |       |      |        |               |  |  |  |  |  |  |  |  |
| Suffrages exprimés     | Suffrages exprimés               | 3 327 597 | 99,02 |      |        |               |  |  |  |  |  |  |  |  |
| Votes nuls             | Votes nuls                       | 33 040    | 0,98  |      |        |               |  |  |  |  |  |  |  |  |
| Total                  | Total                            | 3 360 637 | 100   | –    | 175    | en stagnation |  |  |  |  |  |  |  |  |
| Abstention             | Abstention                       | 628 150   | 15,75 |      |        |               |  |  |  |  |  |  |  |  |
| Inscrits/Participation | Inscrits/Participation           | 3 988 787 | 84,25 |      |        |               |  |  |  |  |  |  |  |  |

| Parti                  | Parti                  | Votes  | %     | +/-   | Sièges | +/-           |
| ---------------------- | ---------------------- | ------ | ----- | ----- | ------ | ------------- |
|                        | Atassut (A)            | 7 501  | 34,73 | 1,92  | 1      | en stagnation |
|                        | Parti du centre        | 1 605  | 7,43  | Nv.   | 0      | en stagnation |
|                        | Indépendants           | 12 489 | 57,83 | 56,11 | 1      | 1             |
|                        | Siumut (S)             |        |       |       |        | 1             |
|                        |                        |        |       |       |        |               |
| Suffrages exprimés     | Suffrages exprimés     | 21 595 | 96,58 |       |        |               |
| Votes nuls             | Votes nuls             | 765    | 3,42  |       |        |               |
| Total                  | Total                  | 22 360 | 100   | –     | 2      | en stagnation |
| Abstention             | Abstention             | 15 753 | 41,33 |       |        |               |
| Inscrits/Participation | Inscrits/Participation | 38 113 | 58,67 |       |        |               |

| Parti                  | Parti                              | Votes  | %     | +/-  | Sièges | +/-           |
| ---------------------- | ---------------------------------- | ------ | ----- | ---- | ------ | ------------- |
|                        | Parti de l'union (FF)              | 4 304  | 22,45 | 3,05 | 1      | 1             |
|                        | Parti du peuple (SF)               | 4 159  | 21,69 | 3,94 | 1      | en stagnation |
|                        | Parti social-démocrate (JF)        | 3 729  | 19,44 | 7,60 | 0      | 1             |
|                        | Syndicats des travailleurs         | 3 118  | 16,26 | Nv.  | 0      | en stagnation |
|                        | Parti républicain (T)              | 1 798  | 9,38  | 3,92 | 0      | en stagnation |
|                        | Parti de l’auto-gouvernement (NSS) | 469    | 2,45  | 4,49 | 0      | en stagnation |
|                        | Parti populaire chrétien           | 467    | 2,44  | 0,85 | 0      | en stagnation |
|                        | Indépendants                       | 1 131  | 5,90  | Nv.  | 0      | en stagnation |
|                        |                                    |        |       |      |        |               |
| Suffrages exprimés     | Suffrages exprimés                 | 19 175 | 99,47 |      |        |               |
| Votes nuls             | Votes nuls                         | 103    | 0,53  |      |        |               |
| Total                  | Total                              | 19 278 | 100   | –    | 2      | en stagnation |
| Abstention             | Abstention                         | 11 671 | 37,71 |      |        |               |
| Inscrits/Participation | Inscrits/Participation             | 30 949 | 62,29 |      |        |               |